# Matricule 217
Pour plus de détails, voir Fiche technique et Distribution.
Matricule 217 (en russe : Человек n°217, Tchelovek n°217) est un film soviétique réalisé par Mikhaïl Romm et sorti en 1945. Le thème musical est composé par Aram Khatchatourian. Le film est présenté en compétition du Festival de Cannes 1946 où il remporte le Grand Prix International de l'Association des Auteurs de Films,. Le réalisateur Mikhaïl Romm, le directeur de la photographie Boris Voltchek (ru) et les acteurs Elena Kouzmina et Vassili Zaïtchikov (ru) sont récompensés par un prix Staline.

## Synopsis
La dure existence de travailleurs russes déportés en Allemagne durant la Deuxième Guerre mondiale. Le matricule n° 217, la jeune femme russe Tania, est abandonnée pour une somme dérisoire à l'épicier Krauss. Elle est maltraitée continuellement. Le portier, le savant mathématicien Sergueï Kartachov, subit un sort identique. Refusant de coopérer avec une entreprise allemande, il doit se plier à d'intolérables humiliations et tortures qui lui coûteront la vie. Déterminée, Tania se venge des bourreaux.

## Fiche technique
- Titre du film : Matricule 217
- Titre original russe : Человек n°217, Tchelovek n° 217
- Production : Mosfilm et Studio cinématographique de Tachkent
- Réalisation : Mikhaïl Romm
- Scénario : Mikhail Romm, Evgueni Gabrilovitch
- Photographie : Boris Voltchek (ru), Eva Savelieva
- Décors : Evgueni Eneï (ru), Abram Freidine (ru)
- Musique : Aram Khatchatourian
- Genre : drame
- Format : noir et blanc
- Durée : 100 minutes
- Pays d'origine :  Union soviétique
- Sortie : 9 avril 1945
- Diffusion en France : 23 septembre 1946

## Distribution
- Elena Kouzmina : "Matricule 217", Tatiana (Tania) Krylova
- Vassili Zaïtchikov (ru) : Sergueï Kartachov, le savant mathématicien
- Anna Lissianskaïa (ru) : Klava Vassilievna
- Nikolaï Komissarov (ru) : le père de Tania
- Vladimir Vladislavski (ru) : Johann Krauss, l'épicier
- Tatiana Barycheva (ru) : Frau Greta Krauss, la femme de l'épicier
- Lydia Soukharevskaïa (ru) : Lotta Krauss, la fille de l'épicier
- Pavel Soukhanov (ru) : fiancé de Lotta
- Vladimir Balachov : Max Krauss, fils de l'épicier
- Heinrich Greif (de) : Kurt Kahger, l'ami de Max Krauss
- Grigori Mikhaïlov : Matricule 225
- Evgueni Morgounov : Matricule 204 (non crédité)
- Lioudmila Semenova : une allemande (non crédité)
- Maria Yarotskaïa (ru) : femme qui regarde les prisonniers (non crédité)
- Konstantin Mikhaïlov (ru) : recruteur allemand (non crédité)
- Gueorgui Boudarov (ru) : un allemand (non crédité)

## Distinctions
Le film a été présenté en sélection officielle en compétition au Festival de Cannes 1946.